# Lomana LuaLua
 (juillet 2018).
Trésor Lomana LuaLua est un footballeur international congolais né le 28 décembre 1980 à Kinshasa (République démocratique du Congo, alors Zaïre).
Il évolue au poste d'attaquant.

## Biographie
LuaLua est né à Kinshasa, capitale de la République démocratique du Congo (Zaïre à l'époque) en 1980. Il débarque au Royaume-Uni en 1989 alors qu'il n'a que 9 ans. Il commence à jouer au football à l'âge de 16 ans.
À l'âge de 17 ans, Colchester United, club de troisième division anglaise le découvre. Puis le joueur supplée et épaule Alan Shearer à la pointe de l'attaque des Magpies de Newcastle United.
Son frère, Kazenga LuaLua est lui aussi footballeur professionnel, il a joué pour Newcastle United.
En 2006 la Fondation LuaLua a construit un complexe d'éducation et de sport à Kinshasa pour venir en aide aux enfants orphelins de la RDC.

## Carrière

### Colchester United
LuaLua rejoint Colchester United en septembre 1998. En deux saisons, il joue 68 match en championnat et en coupe, 44 en tant que titulaire et 24 en tant que remplaçant, marquant un total de 21 buts. Ses performances attirent plusieurs clubs de Première Division et bien que le manager Steve Whitton démente, il refuse un départ du joueur, LuaLua rejoint Newcastle United pour une somme de 2.25 million £, après une première offre de 300,000 £ ait été rejetée[réf. nécessaire].

### Newcastle United
LuaLua a été conseillé au manager de Newcastle, Bobby Robson par Mick Wadsworth, l'entraineur de Newcastle qui était manager de Colchester. Robson a supervisé le joueur avant de décider de négocier un transfert. LuaLua a signé un contrat de cinq ans avec le club. Il fait ses débuts dans un match perdu 0-1 contre Charlton. Il joue 23 matches cette saison sans marquer en championnat ou en coupe. Il marque deux buts en Coupe Intertoto au début de la saison 2001-02, mais son premier but en championnat n'arrive qu'en avril 2002 quand il marque un but de dernière minute qui leur donne la victoire 3-2 contre Derby. Il marque deux autres buts dans les 4 derniers matches de la saison. Au début de la saison suivante, il marque 3 buts en quatre matches. Il ne joue que 22 fois. Il passe la plupart de la saison 2003-4 sur le banc de touche, en 2003 il se plaint de son temps de jeu et menace de partir. Bobby Robson répondit en disant qu'il n'a pas besoin d'un joueur pour lui apprendre à entrainer son équipe. En février 2004, après avoir joué la CAN 2004, il est prêté à Portsmouth pour trois mois avec option d'achat. LuaLua a joué 88 matches avec Newcastle, 21 en tant que titulaire et 67 en tant que remplaçant.

### Portsmouth

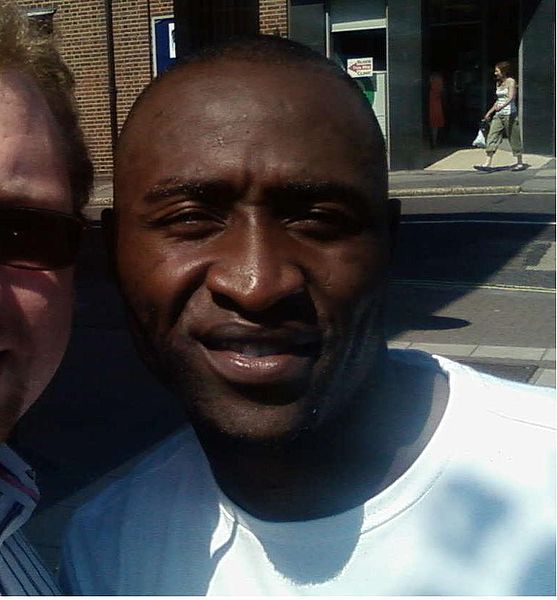
Trésor LuaLua en 2007

LuaLua marque dans son premier match avec son nouveau club, mais son équipe perd 4-3 contre Tottenham en février 2003. Dans son troisième match il marque un but qui permet d'arracher le match nul contre Newcastle et permet à l'équipe de sortir de la zone rouge. Le manager Harry Redknapp se dit si impressionné par le jouer qu'il le fait signer définitivement pour une somme de 1.75 million £. LuaLua joue 26 matchs, marquant six buts y compris deux contre le rival Southampton pendant la saison 2004-2005, qui se passe mal à la suite d'une blessure à l'aine au début de la saison. Il joue 26 matches, marque 7 buts mais rate plusieurs matches pendant l'automne après avoir attrapé la malaria. Il signe un contrat de trois ans avec Portsmouth mais quitte le club pour rejoindre l'Olympiakos Le Pirée en août 2007.

### Olympiakos
Il rejoint la l'Olympiakos Le Pirée pour une somme de 2.8 millions £. Il fait ses débuts contre le Panathinaïkos. en septembre 2007, il marque ses deux premiers buts contre l’OFI Crète, un match gagne 6-2. Lualua a ouvert le score d'une vollée dans le matches contre le Panathinaïkos en coupe de Grèce. Il n'a pas pu jouer les huitième de finale de la Ligues des champions à cause d'une blessure à la cheville. Il ne joue plus pour le reste de la saison. Il marque six buts en 30 matches et a été mis sur la liste des transferts.

### Al Arabi
Après sa blessure, il signe à Al Arabi au Qatar pour un an en juillet 2008.

### Retour à l'Olympiakos
En janvier 2010, il retourne dans son ancien club l'Olympiakos Le Pirée en signant un contrat de 6 mois.

### Kardemir Karabük
En juillet 2012 il signe à Karabükspor.

## Équipe nationale
Il a joué pour la première fois en équipe nationale en mars 2002. Il a été capitaine de la sélection congolaise de football à la suite de l'absence de Shabani Nonda pendant la Coupe d'Afrique des nations 2006, tenue en Égypte.
Sa première sélection en Équipe du Congo date du 25 janvier 2001 (Congo RD 1 - 2 Guinée).
Il a participé à quatre Coupe d'Afrique des nations : 2002 (4 matchs), 2004 (2 matchs), 2006 (4 matchs) et 2013 (3 matchs).

## Clubs
| Saison             | Club              | Pays       | Championnat    | Championnat | Championnat | Championnat  | Championnat  | Coupe d'Europe | Coupe d'Europe | Coupe d'Europe |
| Saison             | Club              | Pays       | Division       | Matchs      | Buts        | Cartons      | Cartons      | Type           | Matchs         | Buts           |
| ------------------ | ----------------- | ---------- | -------------- | ----------- | ----------- | ------------ | ------------ | -------------- | -------------- | -------------- |
| Saison             | Club              | Pays       | Division       | Matchs      | Buts        | Carton jaune | Carton rouge | Type           | Matchs         | Buts           |
| 1998 - 1999        | Colchester United | Angleterre | Division 3     | 13          | 1           | ?            | ?            | -              | -              | -              |
| 1999 - 2000        | Colchester United | Angleterre | Division 3     | 41          | 12          | ?            | ?            | -              | -              | -              |
| 2000 - 2000 (déc.) | Colchester United | Angleterre | Division 3     | 7           | 2           | ?            | ?            | -              | -              | -              |
| 2000 (déc.) - 2001 | Newcastle United  | Angleterre | Premier League | 21          | 0           | ?            | ?            | -              | -              | -              |
| 2001 - 2002        | Newcastle United  | Angleterre | Premier League | 19          | 3           | ?            | ?            | -              | -              | -              |
| 2002 - 2003        | Newcastle United  | Angleterre | Premier League | 11          | 2           | ?            | ?            | C1             | 8              | 2              |
| 2003 - 2004 (jan.) | Newcastle United  | Angleterre | Premier League | 7           | 0           | ?            | ?            | C1 et C3       | 1 et 1         | 0 et 0         |
| 2004 (jan.) - 2004 | Portsmouth        | Angleterre | Premier League | 15          | 4           | ?            | ?            | -              | -              | -              |
| 2004 - 2005        | Portsmouth        | Angleterre | Premier League | 25          | 6           | ?            | ?            | -              | -              | -              |
| 2005 - 2006        | Portsmouth        | Angleterre | Premier League | 25          | 7           | 2            | 0            | ?              | ?              | ?              |
| 2006 - 2007        | Portsmouth        | Angleterre | Premier League | 22          | 2           | ?            | ?            | ?              | ?              | ?              |
| 2007 - 2008        | Olympiakos        | Grèce      | Super League   | 22          | 7           | ?            | ?            | C1             | 6              | 0              |
| 2008 - déc.2009    | Al Arabi Doha     | Qatar      | Q-League       | -           | -           | ?            | ?            | ?              | -              | -              |
| jan.2010 - 2010    | Olympiakos        | Grèce      | Super League   | -           | -           | ?            | ?            | ?              | -              | }              |

## Palmarès
- Champion de Grèce en 2008 avec l'Olympiakos